# Forcipomyia obscura
Forcipomyia obscura är en tvåvingeart som först beskrevs av Walker 1848.  Forcipomyia obscura ingår i släktet Forcipomyia och familjen svidknott.
Artens utbredningsområde är Hudson Bay. Inga underarter finns listade i Catalogue of Life.